# 滴水洞

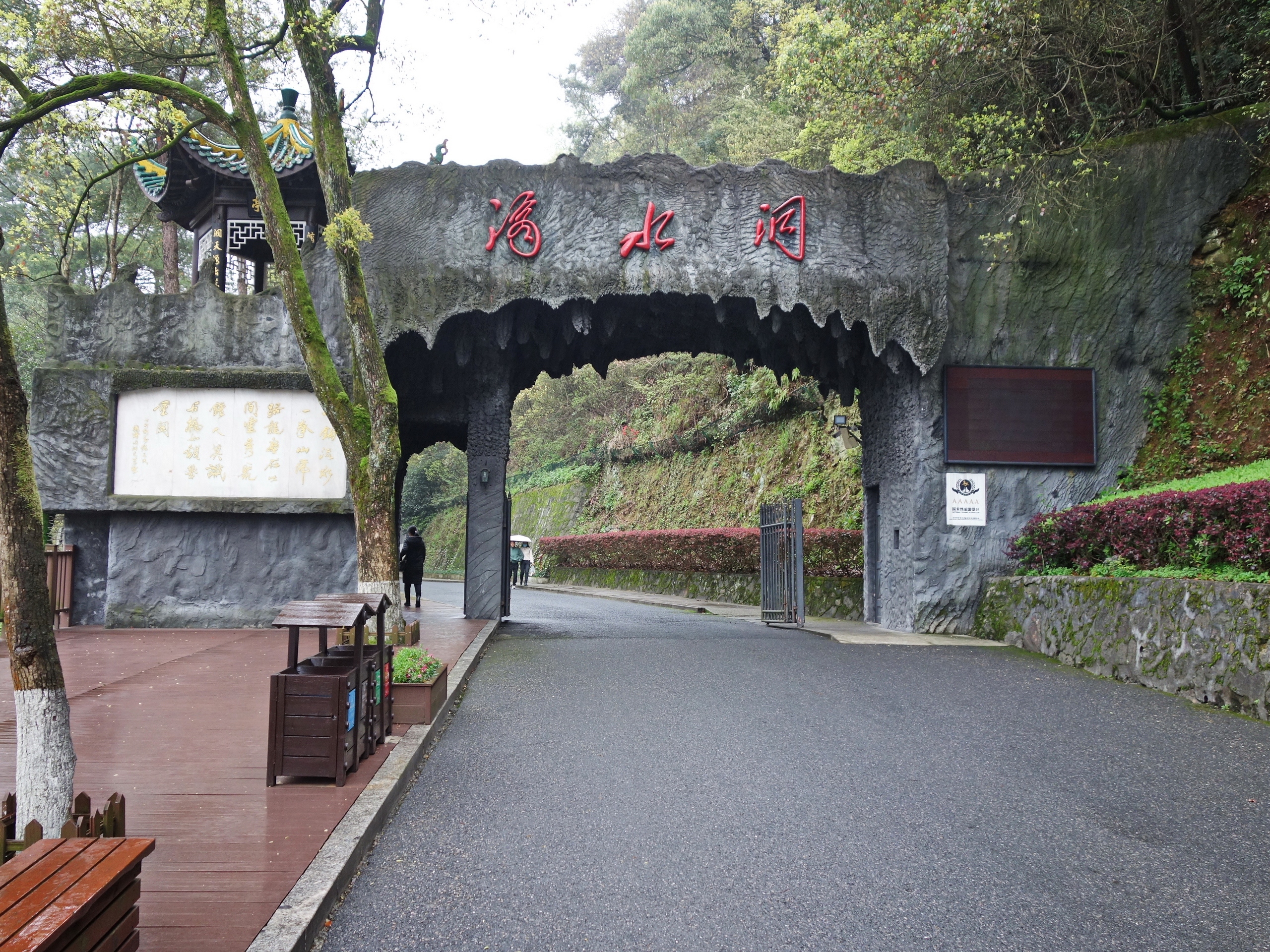
滴水洞大门。

滴水洞位于湖南省韶山冲西南约5公里，是一个三面环山的幽深狭谷，它的南面是龙头山，西为书堂山，北为虎歇坪，东面豁口建有韶山水库。滴水洞一号楼为全国文物保护单位。

## 地理特征

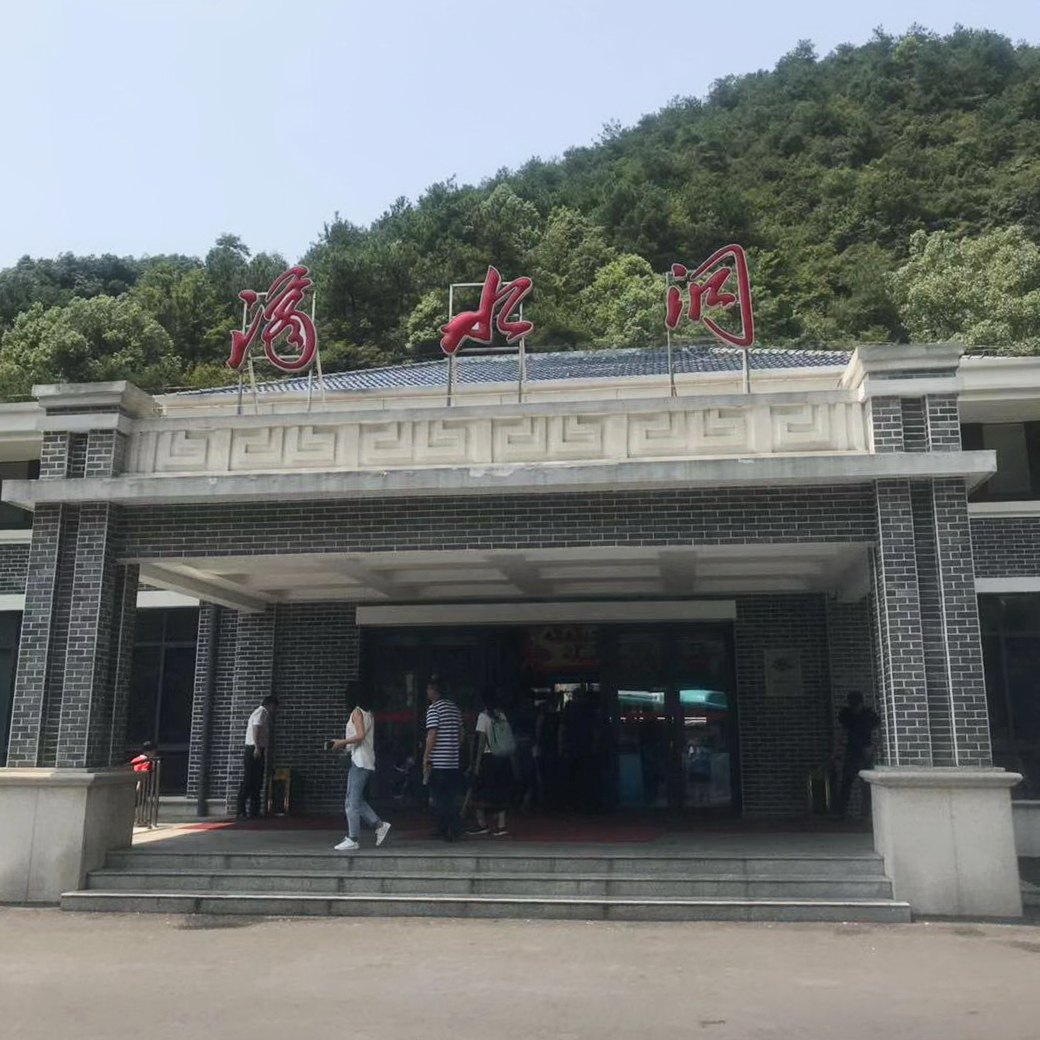
滴水洞

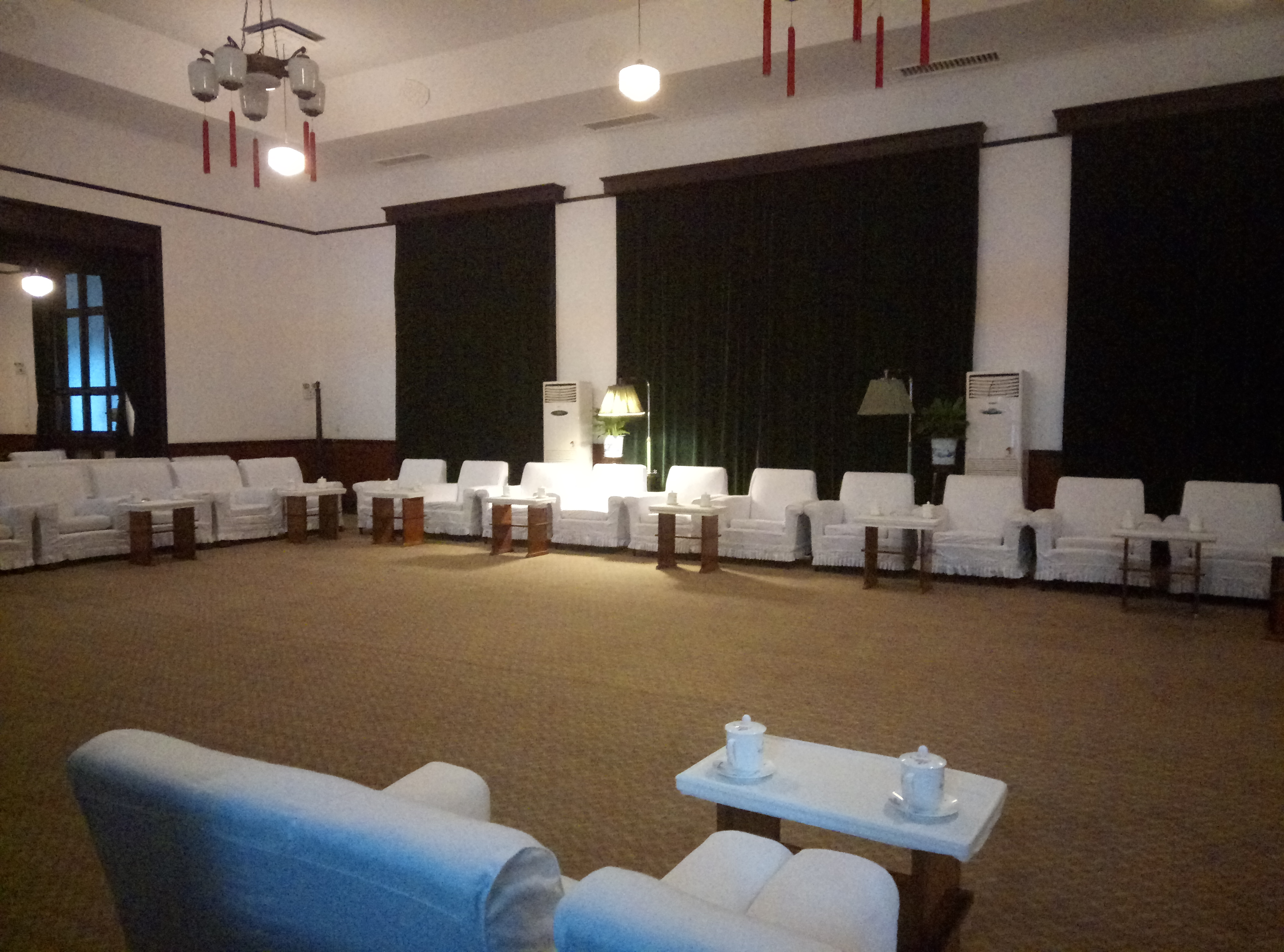
滴水洞一号 会议室

龙头山山脚有一股山泉流出，蜿蜒成溪。溪上曾建有小桥，桥头边有一石洞；洞深约2.8公里，有小溪，曲曲弯弯，幽壑口朝东北而开。洞内滴水，四时不竭，回声悠扬，其韵如琴。“滴水洞”由此得名。1957年，韶山水库修建后，此洞淹入水库。
韶山冲上屋场毛泽东故居距此约4公里。毛泽东的曾祖父母、祖父等先人便安葬于此。滴水洞豁口以下，有毛泽东的祖居地东茅塘和家庙毛震公祠。
中共湖南省委书记张平化在回乡的毛泽东暗示下，拍板在此建别墅。（但毛泽东仅是要求建一座“茅房”，方便以后养老。）代号“二〇三工程”。从1960年下半年启动到1962年，建筑面积共3638.62平方米的一、二、三号主体工程连同韶山冲至滴水洞公路，同时竣工，耗资时价200多万。
参照中南海毛泽东住房式样，吸取苏式建筑保暖防寒优点，设计出一、二、三号主体工程。一号楼供毛泽东使用，双回廊，内设主房（卧室）、副房（江青卧室）、办公室、会议厅、餐厅、娱乐室等，朴素、大方而实用。二号楼是两层楼客房，共24间，是陪同的中央负责同志休息处。一、二号楼有走廊相连。三号楼距一、二号楼有百米远，是随行警卫（8341部队）和省委接待同志住宿地方。出于战备考虑，1970年建了一间整体浇铸的防震室和一条防空洞。洞体十分坚固，可以抵御导弹袭击。内部错综复杂，神秘。 
从1960年起这里进入封闭、保密状态。房子建好后归中共湖南省委直接掌握，外围由部队警戒，内务由省委接待处具体管理。

## 历史事件

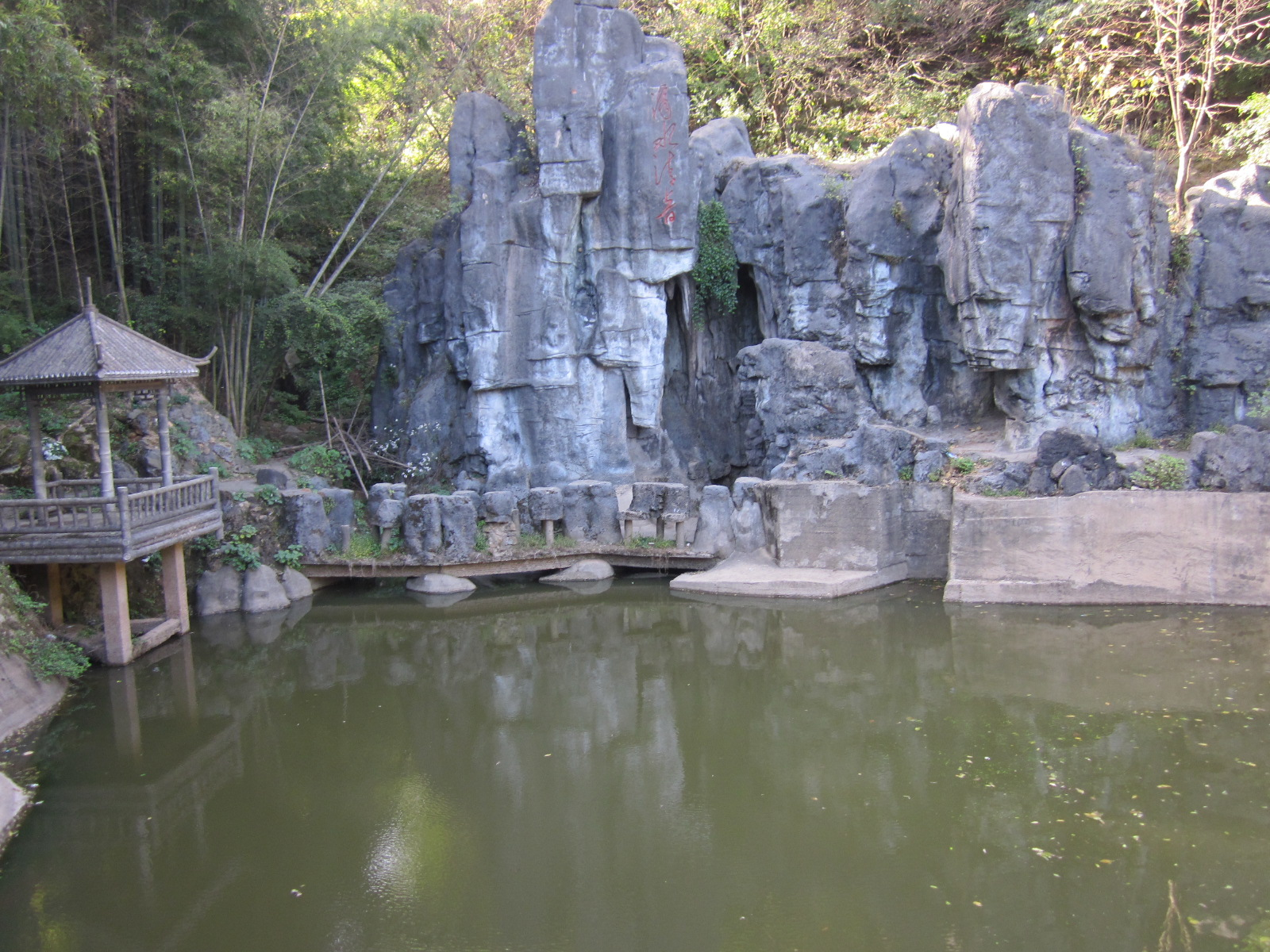
滴水洞

毛泽东总是在重大历史转折关头回韶山冲：一次是1959年庐山会议以前（留下《到韶山》一诗），一次是1966年文革前夜。
1966年返乡的毛泽东在畅游长江（一次显示体魄、精力的公开亮相）之前7月8日，致江青的那封著名通信中写道：“自从6月15日离开武林以后，在西方的一个山洞里住了十几天，消息不大灵通。28日来到白云黄鹤的地方，已有十天了。”此信从论20世纪中国的过去评述当时中国的“左派”（林彪等）、“右派”（刘、邓）和“中间派”，勾画了文革前的中共高层的政治格局、文革的内在动机；又预言他死后的中国未来。被称为具有“政治遗嘱”的性质（曾有人质疑它的写作时间）。其重要性不亚于《五七指示》、《五一六通知》。其中“西方的一个山洞”即指韶山滴水洞。离开那里时毛对地方领导人说，以前我带你们长征，现在我又要带你们长征了。写于武汉的信，实形成于滴水洞10日隐居深思。1972年揭批林彪的中央文件公布了这封信，“滴水洞” 从此以其神秘性而名满天下。
滴水洞景区1986年对外开放。滴水洞山谷是由典型的板页岩发育而成的红土壤，具有良好地形地貌，覆盖着茂密原始次生林，形成独特的冬暖夏凉小气候。山间树木蓊郁，夏日清风习习，是避暑好去处。经过韶山管理局十多年保护性开发，已成为红色旅游长盛不衰宝地——韶山最吸引游客的景点之一。2003年中国邮政发行了“滴水洞”明信片。

## 标注
1. ↑  . 湘潭市文化旅游广电体育局. 2022-08-24  [2025-03-19].
2. ↑  韶山市地方志编纂委员会编,韶山志,中国大百科全书出版社,1993年06月第1版,第315页
3. ↑  韶山毛泽东同志纪念馆志编委会编. . 长沙：湖南人民出版社. 1999年10月: 55. ISBN 7-5438-2168-0.
4. ↑  韶山市地方志编纂委员会编. . 北京：中国大百科全书出版社. 1993年6月: 316. ISBN 7-5000-5241-3.

## 外部連結
- 滴水洞明信片首日实寄[永久]

27°55′25″N 112°28′37″E / 27.923722°N 112.477067°E